# Charline Houillon
Pour l’article homonyme, voir Houillon.
Charline Houillon est une joueuse française de volley-ball née le 11 novembre 1988 à Strasbourg. Elle mesure 1,75 m et joue réceptionneuse-attaquante.

## Clubs
| Club               | Pays   | De        | À         |
| ------------------ | ------ | --------- | --------- |
| ASE Rixheim        | France | 2006-2007 | 2006-2007 |
| VBC Biel-Bienne    | Suisse | 2007-2008 | 2007-2008 |
| ASPTT Mulhouse     | France | 2008-2009 | 2008-2009 |
| Lattes-Montpellier | France | 2009-2010 | …         |

## Palmarès
- Championnat de France
  - Finaliste : 2009

- Coupe de France
  - Finaliste : 2009